# YW (기업)
YW는 대한민국의 이동통신장비 기업이다. 본사는 경기도 성남시 분당구 판교로 744, C동 801호 (야탑동, 분당테크노파크)에 위치해 있다. 대표이사는 우병일이다.

## 역사
영우통신이라는 이름으로 사업을 시작하였다.

## 참고 문헌
1. ↑  채상우, '중장비부터 애견용품까지'..YW, 렌탈사업으로 재도약 꿈꾼다, 이데일리, 2016-02-22
2. ↑  김인경, YW, 지난해 영업익 64.8억…전년비 112%↑, 이데일리, 2024-02-06
3. ↑  채상우, '중장비부터 애견용품까지'..YW, 렌탈사업으로 재도약 꿈꾼다, 이데일리, 2016.02.22
4. ↑  신명진, YW, 판교테크노밸리 15,000㎡ 규모의 열차단필름 시공, 에이빙, 2015.09.14
5. ↑  전명훈, YW, 20억 규모 자사주 신탁 해지, 연합뉴스, 2017-04-13